# Matt Lorito
Matthew "Matt" Lorito, född 3 juli 1990, är en kanadensisk professionell ishockeyforward som är kontrakterad till NHL-organisationen New York Islanders och spelar för deras primära samarbetspartner Bridgeport Sound Tigers i AHL. 
Han har tidigare spelat på NHL-nivå för Detroit Red Wings och på lägre nivåer för Grand Rapids Griffins och Albany Devils i AHL samt Brown Bears (Brown University) i NCAA.
Lorito blev aldrig draftad av någon NHL-organisation.
Den 2 juli 2018 skrev han på ett tvåårskontrakt värt 1,35 miljoner dollar med New York Islanders.

## Statistik
| 2008–2009   | St. Catharines Falcons  | GOJHL       | 47  | 14 | 20  | 34  | 20 | 11 | 2  | 1  | 3  | 14 |
| 2009–2010   | Villanova Knights       | OJAHL       | 56  | 32 | 46  | 78  | 20 | 6  | 2  | 9  | 11 | 0  |
| 2010–2011   | Villanova Knights       | OJHL        | 41  | 28 | 54  | 82  | 16 | 10 | 6  | 6  | 12 | 2  |
| 2011–2012   | Brown Bears             | NCAA        | 24  | 4  | 13  | 17  | 18 | —  | —  | —  | —  | —  |
| 2012–2013   | Brown Bears             | NCAA        | 36  | 22 | 15  | 37  | 6  | —  | —  | —  | —  | —  |
| 2013–2014   | Brown Bears             | NCAA        | 29  | 10 | 19  | 29  | 8  | —  | —  | —  | —  | —  |
| 2014–2015   | Brown Bears             | NCAA        | 29  | 11 | 12  | 23  | 8  | —  | —  | —  | —  | —  |
|             | Albany Devils           | AHL         | 11  | 3  | 9   | 12  | 2  | —  | —  | —  | —  | —  |
| 2015–2016   | Albany Devils           | AHL         | 71  | 18 | 36  | 54  | 26 | 11 | 3  | 4  | 7  | 4  |
| 2016–2017   | Detroit Red Wings       | NHL         | 2   | 0  | 1   | 1   | 0  | —  | —  | —  | —  | —  |
|             | Grand Rapids Griffins   | AHL         | 61  | 22 | 34  | 56  | 25 | 19 | 7  | 6  | 13 | 4  |
| 2017–2018   | Grand Rapids Griffins   | AHL         | 59  | 23 | 26  | 49  | 28 | —  | —  | —  | —  | —  |
| 2018–2019   | Bridgeport Sound Tigers | AHL         | —   | —  | —   | —   | —  | —  | —  | —  | —  | —  |
| NHL totalt  | NHL totalt              | NHL totalt  | 2   | 0  | 1   | 1   | 0  | —  | —  | —  | —  | —  |
| AHL totalt  | AHL totalt              | AHL totalt  | 202 | 66 | 105 | 171 | 81 | 30 | 10 | 10 | 20 | 8  |
| NCAA totalt | NCAA totalt             | NCAA totalt | 118 | 47 | 59  | 106 | 40 | —  | —  | —  | —  | —  |